# Jardin de la Place-du-Général-Catroux
Le jardin de la Place-du-Général-Catroux est un espace vert du 17e arrondissement de Paris, en France.

## Situation et accès
Le jardin est accessible par la place du Général-Catroux.
Il est desservi par la ligne 3 à la station Malesherbes.

## Origine du nom
Il doit son nom à la proximité de la place du Général-Catroux, qui doit son nom au général Georges Catroux (1877-1969).

## Historique
Le jardin est aménagé en 1862. Plusieurs monuments sont installés sur les pelouses : celui d'Alexandre Dumas (d'après les dessins de Gustave Doré), celui d'Alexandre Dumas fils (par Saint-Marceaux) et celui de Sarah Bernhardt (par François Sicard).

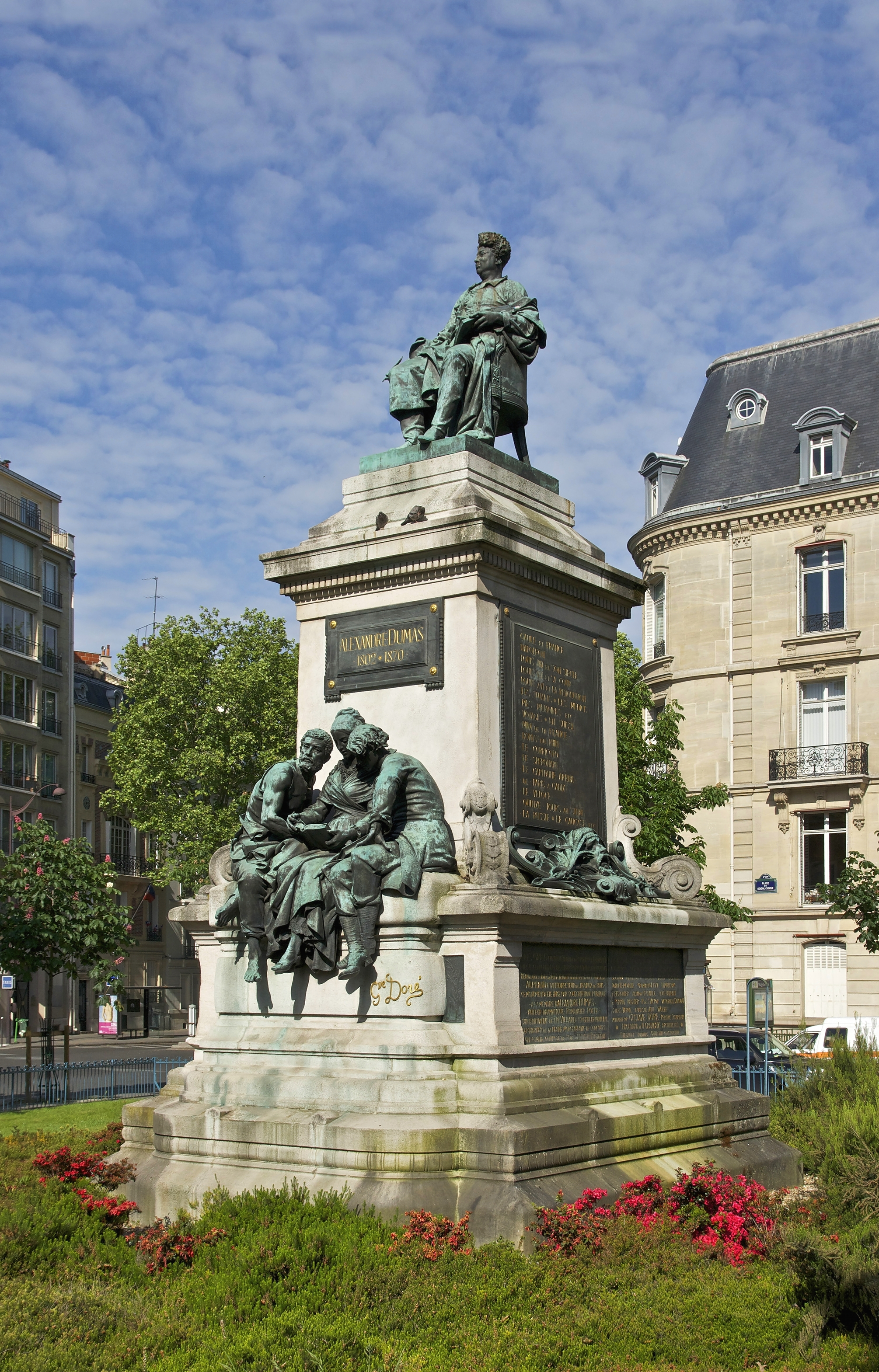
Monument d'Alexandre Dumas.
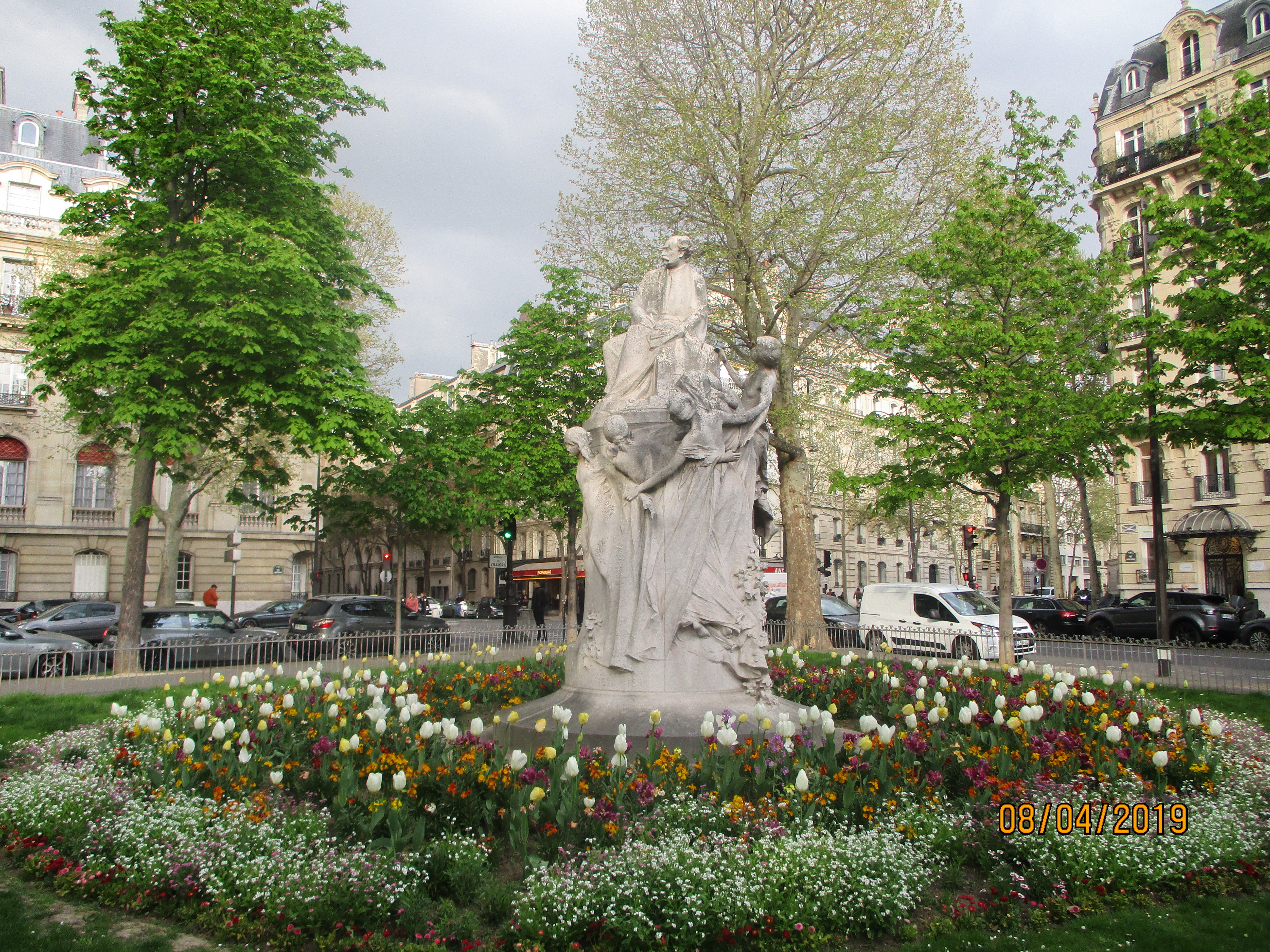
Monument d'Alexandre Dumas fils.
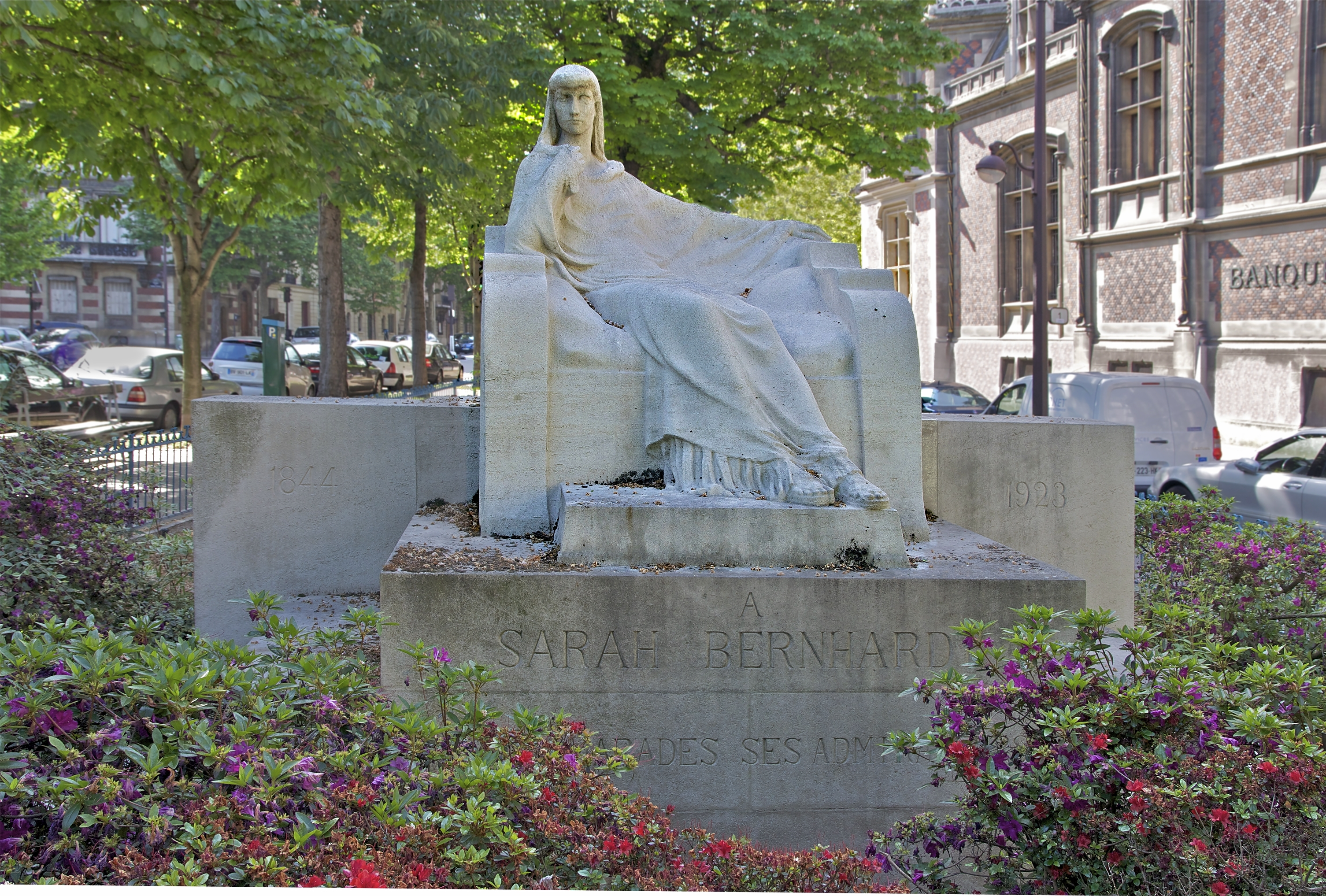
Monument de Sarah Bernhardt.